# Ponte Rodoviária do Estreito
Die Ponte Rodoviária do Estreito, offiziell die Ponte Juscelino Kubitschek de Oliveira, auch Rio Tocantins-Brücke genannte Straßenbrücke überspannte den Rio Tocantins und verband die beiden Gemeinden Aguiarnópolis (Tocantins) und Estreito (Maranhão) in Brasilien bis zu ihrem Einsturz am 22. Dezember 2024.
Sie war Teil der Rodovias BR-230 (Transamazônica) und BR-226.
Knapp 200 m flussabwärts steht eine eingleisige, einschließlich ihrer Vorlandbrücken 1280 m lange Eisenbahnbrücke mit 390 m langen stählernen Fachwerkträgern, die schlicht Ponte Ferroviária de Estreito genannt wird.
Rund 3 km flussaufwärts befindet sich die 2011 fertiggestellte und 2012 eröffnete, UH Estreito (Usina Hidrelétrica Estreito) genannte Talsperre mit einem Wasserkraftwerk mit einer Nennleistung von 1087 MW.

## Beschreibung
Die zweispurige Brücke ist insgesamt 533 m lang und 10 m breit. Die Hauptöffnung ist 140 m weit, die beiden Seitenöffnungen jeweils 53 m. Zu beiden Seiten schließen sich Vorlandbrücken mit 5 bzw. 9 Öffnungen an, um in der flachen Umgebung die geforderte lichte Höhe der Brücke von 10 m über dem Hochwasser zu erreichen.
Der Überbau der Hauptbrücke besteht aus einem gevouteten zweizelligen Spannbeton-Hohlkasten mit einer auskragenden Fahrbahnplatte, der nach dem Freyssinet-System ausgeführt wurde. Seine Bauhöhe nimmt von 8 m an den Pfeilern ab auf 3,4 m an dem Mittelgelenk. Die Vorlandbrücken haben 20 m weite Stahlbetonplatten.
Die Flusspfeiler haben einer Querschnitt von 1,4 m × 7 m. Die äußeren Pfeiler der Hauptbrücke haben verstärkte Fundamente; sie wirken als Anker und Gegengewichte.

## Geschichte
Als Brasília gebaut wurde, sollte die neue Hauptstadt von Brasilien mit den großen Städten verbunden werden, unter anderem mit Belém. Der Bau der rund 2200 km langen Straße ging durch teilweise unbekanntes Land. Eines der größten Probleme war die Querung des Rio Tocantins. Vom Flugzeug aus wurde eine Engstelle gefunden, die geeignet für den Brückenbau war. Der Fluss ist an dieser Stelle 130 m breit und mindestens 45 m tief. Der Bauplatz war 100 km von dem nächsten Ort und 700 km von Belém entfernt.
Die Brücke wurde von Sergio Marqués de Souza geplant, der sich an der Ponte Emílio Baumgart orientierte, der ersten im Freivorbau ausgeführten Brücke der Welt, und von seinem eigenen Unternehmen ausgeführt.
Die Seitenöffnungen wurden mit Lehrgerüsten gebaut, die Hauptöffnung wurde anschließend im Freivorbau erstellt.
Eingeweiht wurde sie 1960. Sie war die weltweit größte Spannbetonbrücke, bis sie 1965 von der Rheinbrücke Bendorf abgelöst wurde.
Am 22. Dezember 2024 stürzte die Brücke teilweise ein, wobei mindestens 8 Menschen zu Tode kamen.